# Скуришенская
Скуришенская — станица в Кумылженском районе Волгоградской области, в составе Глазуновского сельского поселения.

## История
Дата основания — 1613 год (согласно местным легендам). Известна с XVII века как казачий городок. Станица с 1698 года. Первоначально находилась на левом берегу р. Медведицы, но в 1821 году была перенесена (вместе с деревянной церковью) на более высокий правый берег для защиты от паводков. В том же году деревянная церковь была разобрана (вероятно из-за разрушений от пожара) и на её месте по проекту и на средства местного помещика и учёного М.В. Себрякова местными жителями был построен каменный Храм Рождества Христова, освящённый в 1822 году. Остатки деревянной церкви были использованы для строительства забора (ныне не сохранился). Станица относилась к Усть-Медведицкому округу Земли Войска Донского (с 1870 — Область Войска Донского). В 1859 году в станице Скуришенской имелось 424 двора, православная церковь, проживало 1785 душ мужского и 2216 женского пола. По состоянию на 1897 год в станичному юрту относилось 18 хуторов с общей численностью населения чуть менее 10 тыс. человек. Согласно алфавитному списку населённых мест Области Войска Донского 1915 года в станице имелось станичное правление, кредитное товарищество, церковь, старообрядческий молельный дом, двухклассное приходское училище, церковно-приходское училище, земельный надел станицы составлял 9957 десятин, всего в станице проживало 1680 мужчин и 1616 женщин.
С 1928 года — в составе Кумылженского района Хопёрского округа (упразднён в 1930 году) Нижне-Волжского края (с 1934 года — Сталинградского края, с 1936 года — Сталинградской области, с 1961 года — Волгоградской области)

## География
Станица находится в лесостепи, на правобережье Медведицы, при устье балки Лопатин Барак. Высота центра населённого пункта около 70 метров над уровнем моря. Почвы — чернозёмы южные, в пойме Медведицы — пойменные слабокислые и нейтральные почвы.
Через станицу проходит автодорога, связывающая станицы Глазуновскую и Арчединскую. По автомобильным дорогам расстояние до районного центра станицы Кумылженской — 33 км, до областного центра города Волгоград — 220 км.
Климат
Климат умеренный континентальный (согласно классификации климатов Кёппена — Dfa). Многолетняя норма осадков — 410 мм. Наибольшее количество осадков выпадает в июне — 48 мм, наименьшее в феврале и марте — 22 мм. Среднегодовая температура положительная и составляет + 7,5 °С, средняя температура самого холодного месяца января −8,4 °С, самого жаркого месяца июля +22,5 °С.
Часовой пояс
Скуришенская, как и вся Волгоградская область, находится в часовой зоне МСК (московское время). Смещение применяемого времени относительно UTC составляет +3:00.

## Население
Динамика численности населения по годам:
| 1859 | 1873 | 1897 | 1915 | 1987 |
| ---- | ---- | ---- | ---- | ---- |
| 4001 | 2305 | 2503 | 3296 | ≈930 |

| 2010 |
| ---- |
| 799  |